# Ардельяну, Дмитрий Моисеевич
Дмитрий Моисеевич Ардельяну (также Арделяну, Ардельян, Арделяну-Шрайбер; при рождении Мордха Мовшевич Шрайбер; 1900, Кишинёв, Бессарабская губерния — 27 декабря 1937, Москва) — деятель военной разведки СССР, лексикограф. Старший политрук (24.01.1936).

## Биография
После аннексии Бессарабии Румынией в 1918 году принимал участие в подпольном революционном движении, член Социалистической партии Румынии с ноября 1919 года по январь 1920 года, Коммунистической партии Румынии в 1921—1922 годах. В 1921 году был арестован в Бухаресте, после освобождения бежал в СССР, где окончил пехотную школу (1923—1926) и курсы преподавателей при Военно-политической академии имени Н. Г. Толмачёва (1933). С 1923 года в РККА, член ВКП(б) с 1924 года.
С 1932 года — в распоряжении разведывательного управления при штабе РККА, заместитель начальника 5-й (радиоразведывательной) части разведуправления в октябре 1932 — феврале 1933 года. В 1933—1935 годах преподаватель истории ВКП(б) Московских курсов усовершенствования командно-политического состава имени В. И. Ленина. С января 1935 года вновь в распоряжении разведывательного управления штаба РККА, с февраля 1936 года — секретный уполномоченный 7-го (дешифровального) отдела разведупра.
Автор «Военного румынско-русского словаря на 10000 слов из основных областей военного дела» (совместно с А. И. Макаревичем, 1933).
Арестован 14 октября 1937 года, осуждён двойкой 27 декабря 1937 года и расстрелян в тот же день. Реабилитирован за отсутствием состава преступления 6 октября 1956 года.

## Публикации
- Военный румынско-русский словарь: 10000 слов из основных областей военного дела. Составители Д. М. Ардельяну и А. И. Макаревич. Под редакцией Л. Я. Шпаниера. М.: Советская энциклопедия, 1933. — 408 с.